# 托马斯·加德纳
托马斯·厄尔·加德纳（英語：Thomas Earl Gardner，1985年2月8日—），美国NBA联盟职业篮球运动员。